# Arco conopial

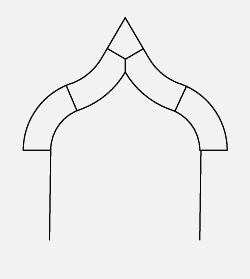
Arco conopial.

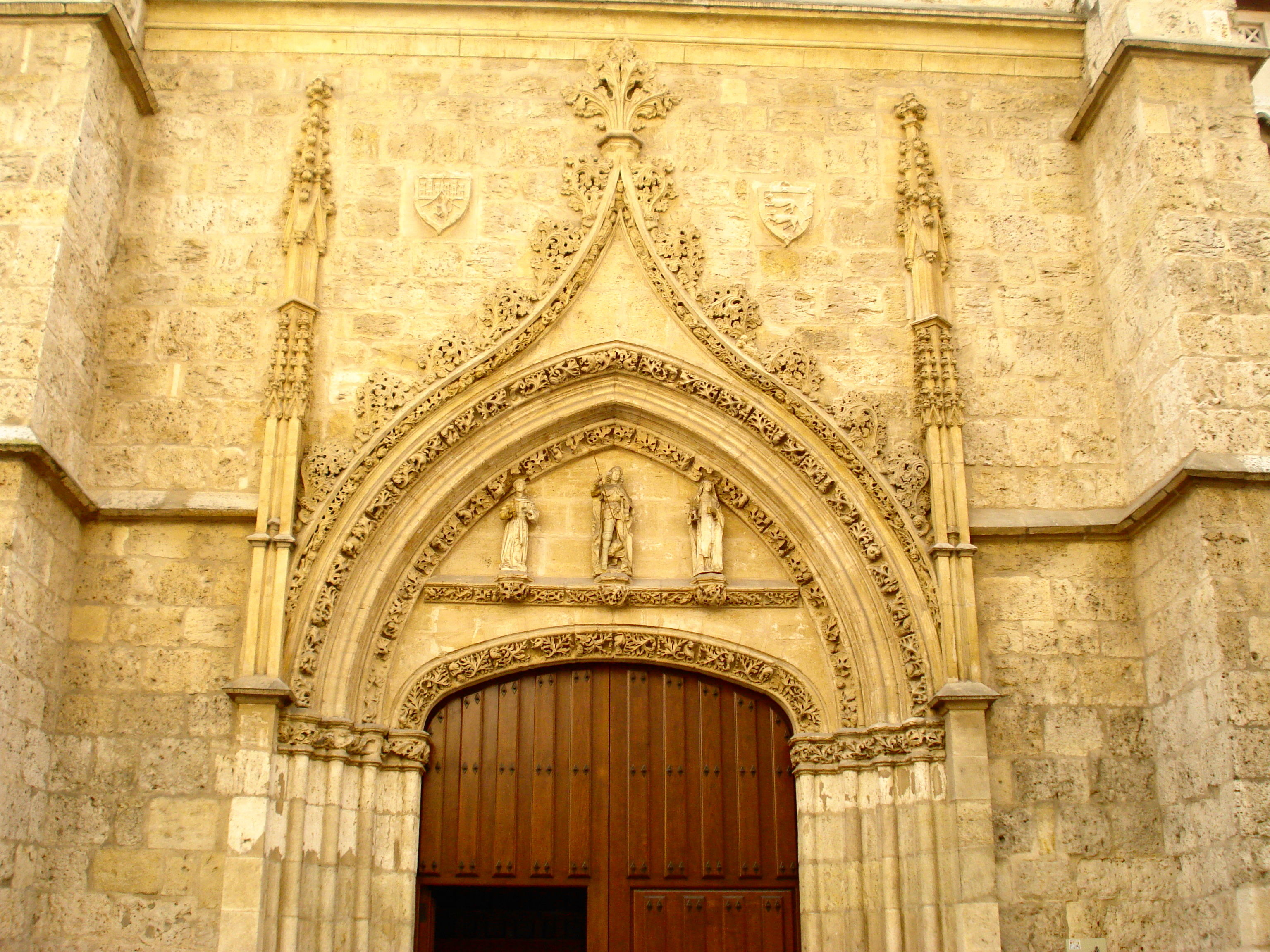
Arco conopial en el convento de las Claras, Palencia.

El arco conopial (del griego κωνωπεῖον ‘mosquitero, colgadura de cama’) es un tipo de arco algo apuntado, pero que tiene una escotadura en la clave, de modo que esta tiene un vértice hacia arriba. Se encuentra formado por dos arcos de cuarto de circunferencia cóncavos en los arranques y dos convexos. Su aspecto es similar a la llave mecanográfica ( { ) con la escotadura hacia arriba. Tiene cuatro centros, dos en el lado interno y otros dos en el lado externo.

## Características
Aunque de apariencia musulmana es sin embargo un arco muy utilizado en la arquitectura de los siglos XIV y XV, en la arquitectura gótico tardío, también denominada gótico flamígero, donde se suele encontrar con decoración en su parte más alta.